# Diapetimorpha quadrilineata
Diapetimorpha quadrilineata là một loài tò vò trong họ Ichneumonidae.